# Gemotoriseerde achtbaan
Een gemotoriseerde achtbaan is een type achtbaan waarvan de achtbaantrein tijdens de rit alleen wordt aangedreven door een ingebouwde motor.
De meeste gemotoriseerde achtbanen gebruiken een sleepcontact en een derde rail om een elektromotor te voorzien van elektrische energie.
Een bijzondere gemotoriseerde achtbaan is Dragon Flyer in Camelot Theme Park. Deze achtbaantrein wordt aangedreven door een dieselmotor.
Het voertuig dat het meest wordt gebruikt is een mijntrein, net als op de gelijknamige achtbaantypes.
Max & Moritz in de Efteling is een dubbele gemotoriseerde achtbaan waarbij de karretjes in tegengestelde richting van elkaar vertrekken. Ook heeft deze achtbaan geen mijntreinen, maar "zeepkistentreinen". Dit zijn treinen die eruitzien als "zeepkisten".
Vanwege de ingebouwde motor is bij deze achtbanen geen optakeling of lanceersysteem nodig, de trein kan gewoon uit het station wegrijden om aan de rit te beginnen.

## Voorbeelden van gemotoriseerde achtbanen
- Casey Jr. - le Petit Train du Cirque in Disneyland Park
- Dynamite Express in Drievliet
- Tornado in Speelstad Oranje
- Bob Express in Bobbejaanland
- Disco Twister in Mega Speelstad
- De Draak in Plopsaland De Panne
- Max & Moritz in de Efteling